# Hugo Portisch
Hugo Portisch (Pozsony, Csehszlovákia, 1927. február 19. – Bécs, 2021. április 1.) osztrák újságíró, politikai kommentátor, televíziós szerkesztő, műsorvezető, történelmi és politikai könyvek, dokumentumműsorok írója, narrátora. 
Kortárs politikai és történelmi témájú műveivel és televíziós dokumentumműsoraival szerzett európai hírnevet. Az ORF főmunkatársaként készített Österreich I és Österreich II című dokumentumfilmjeiben az Első és a Második Osztrák Köztársaság létrejöttét mutatta be. Logikusan felépített, szakszerű szöveggel kísért műsoraiban képes volt összetett politikai és gazdasági összefüggéseket nemcsak a szakemberek, hanem a laikus érdeklődők számára is érthetően, élvezhető stílusban elővezetni. A második világháború utáni osztrák újságírás egyik legjelentősebb személyiségeként tartják számon.

## Élete

### Származása
Pozsonyban nőtt fel, amely korábban, az Osztrák–Magyar Monarchia utolsó évtizedeiben a közeli Bécs kulturális testvérvárosává nőtt. Csehszlovákia megalakulása után, az 1920-as években a város hivatalos nyelve a szlovák lett, de a lakosság jelentős része a magyar és a német nyelvet használta.
Szülei Alsó-Ausztriából származó osztrákok voltak, akik 1920-ban házasodtak össze. Apja, id. Emil Portisch (1887–1985) újságíró 1920-ban szerkesztője, majd 1924-ben főszerkesztője lett a nagymúltú (1764 óta megjelenő), liberális-demokrata szellemű, német nyelvű  pozsonyi napilapnak, a Preßburger Zeitung-nak. Az első világháború, majd Csehszlovákia megalakulása a német nyevű újságok többségének végét jelentette. A Preßburger Zeitung még egy évtizedig kitartott, 1929-ben szűnt meg. Emil Portisch életre hívta a lap utódját, a Neue Preßburger Zeitung-ot, amelyet egészen 1939. március 15-ig, Csehszlovákia felbomlásáig meg tudott jelentetni, ekkor az újonnan alakult Tiso-féle Első Szlovák Köztársaság kormányzata betiltotta, mert a lap felszólalt a nemzetiszocializmus intézkedései és a zsidó tulajdon elkobzása ellen. A második világháború alatt Emil Portisch az újonnan megalapított szlovák hírügynökségnél dolgozott, bár a szlovákiai népi németeket felügyelő Volksgruppenführer ezt nem nézte jó szemmel.

### Tanulmányai
Hugo Portisch a pozsonyi német gimnáziumban tanult. 1944-ben jelentkezett az Önkéntes Tűzoltóság kötelékébe, hogy mentesüljön a Waffen-SS-be szóló katonai behívástól. Szülei 1945 elején Pozsonyból visszatértek Sankt Pöltenbe, Hugo fiuk tovább járta a pozsonyi gimnáziumot. 1945. április 4-én kapott végbizonyítványt, de formálisan leérettségizni már nem tudott, mert azonnal el kellett hagynia a várost, amelyet a szovjet Vörös Hadsereg még aznap elfoglalt. 
Társaival együtt a bécsi Bécsi Arzenálba küldték további menetparancsért. Az ügyeletes Wehrmacht tisztet megvesztegette, hogy Prágába küldje, ehelyett Sankt Pöltenbe ment, ahol szülei is tartózkodtak. Itt érte őket a háború vége. Pozsonyba nem térhettek vissza, a szovjetek által kreált új csehszlovák hatalom nem tartott igényt német nyelvű sajtómunkatársakra.
Hugo Portisch ezután a Bécsi Egyetemen tanult történettudományt, germanisztikát, anglisztikát és publicisztikát tanult. 1951-ben megvédte doktori disszertációját, amely az amerikai polgárháború korának sajtóját és a közvélemény formálását tárgyalta.

### Pályája
1947-ben kezdett dolgozni szerkesztőségi gyakornokként a Sankt Pölteni sajtóegylet bécsi szerkesztőségében. 1948-ben a Wiener Tageszeitung napilaphoz került, itt 1950-ben a külpolitikai részleg vezetője lett. Ebben az évben tíz kiválasztott osztrák újságíróval együtt hat hónapos újságíró-tanfolyamon vehetett részt az amerikai kormány költségén a Missouri Egyetemen. Eközben gyakornokként dolgozott a New York Times-nál és a Washington Post-nál.
1953-ban a New York-i osztrák főkonzulátus mellett működő hírügynökség helyettes vezetője lett. Julius Raab szövetségi kancellár kísérője és tolmácsa volt, annak első hivatalos amerikai látogatásakor.
1954-ben Hans Dichand, a Kurier főszerkesztője és alapító kiadója meghívta induló újságjához főszerkesztő-helyettesnek. Kitűnő személyes kapcsolatai révén 1955. április 14-én Ausztriában elsőként tudta meg, hogy Moszkvában sikerrel zárultak az osztrák államszerződésről folyó tárgyalások. Dichand és Portisch még aznap este különkiadást nyomattak Österreich wird frei! (Ausztria szabad!) főcímmel. (A hivatalos moszkvai memorandumot csak másnap, április 15-én írták alá). Mivel a napilapnak nem volt terjesztői (kolportőri) hálózata, maguk az újságírók árulták az újságot Bécs utcáin. (Maga Dichand és Portisch a belvárosi Kärntner Straße-n). A példányok egy részét ingyen kellett a járókelőkre rátukmálni, mert az évek óta húzódó, eredménytelen tárgyalások után az emberek egyrésze egyszerűen hírkapi kacsának vélte a hírt.
1958-ban Ludwig Polsterer, a Kurier tulajdonosa Portischt nevezte ki főszerkesztővé, Dichand utódjává. Ezzel párhuzamosan Portisch a Bajor Rádió- és Televíziónál is dolgozott. A Osztrák Rádió és Televízió (ORF) politikailag független jogállásáért tartott 1964-es népszavazás egyik kezdeményezője és harcosa volt. 1967-ben Gerd Bacher főigazgató meghívta az ORF-hez főkommentátornak. Hosszabb ideig az ORF londoni tudósítója volt. Ezekben az években nagy sikerű könyveket is írt külföldi tapasztalatairól, és különféle politikai és társadalmi témákról, pl.: So sah ich China (1965), So sah ich Sibirien (1967), Die deutsche Konfrontation (1974).
1969-ben a bécsi „Sapientia” szabadkőműves páholy a tagjai közé választotta.
1980-ban kipróbálta a színészmesterséget is. A Maria Theresia című osztrák tévéfilmben az „első jelentéstévő” szerepét vállalta el. Érdekesség, hogy a második és harmadik jelentéstévő szerepét is egy-egy ismert bécsi tudós és közéleti személyiség adta: Walter Koschatzky (1921–2003) művészettörténész, a bécsi Albertina múzeum igazgatója és Karl Hermann Spitzy (1915–2013) belgyógyász orvosprofesszor. A filmet Kurt Junek rendezte, Sebestyén György azonos című regénye alapján.
1991-ben Kurt Waldheim szövetségi elnök, az ellene indított nemzetközi sajtókampány hatására nem jelöltette magát újra. A politikai pártok egy nemzetközileg elismert és kompetens személyt kerestek Ausztria imázsának helyreállítására. Felmerült Portisch neve. Személyét a két nagy rivális párt, az SPÖ és az ÖVP is elfogadta közös jelöltként. Portisch nagyra értékelte az iránta tanúsított bizalmat, de nem vállalta a jelölést. Indokként a tisztséggel járó protokolláris megszorításokat hozta fel. 1992-ben Waldheim utódja egy karrierdiplomata, Thomas Klestil lett.
2015-ben kiadta önéletrajzát Aufregend war es immer (Mindig izgalmas volt) címmel. 2017 februárjában az ORF-III tévécsatorna – Portisch 90. születésnapja alkalmából rendezett ünnepi műsorsorozat keretében – bemutatta ebből készült azonos című háromrészes dokumentumfilmjét.

### A dokumentumfilmes

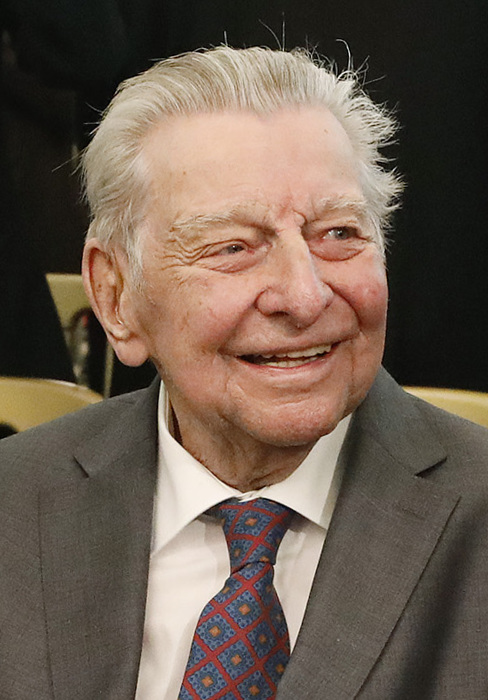
2019-ben

Könyvei mellett Portisch tévéműsorairól és dokumentumfilm-sorozatairól is ismert volt. Gyakori módszere volt, hogy egy-egy dokumentumfilm (vagy sorozat) bemutatása után rövidesen megjelentette azt könyv formában is. Legismertebb sorozata az Österreich I (1989) és az Österreich II (1981–1995), melyek később könyv alakban is megjelentek, ezekben Portisch az Első és a Második Osztrák Köztársaság létrejöttét, politikai és társadalmi eseményeit számos korabeli irat és más dokumentum bemutatása mellett, szakszerűen, de látványosan és közérthetően tárgyalta, jelentősen hozzájárulva az osztrák nemzeti történelemszemlélet és azonosságtudat alakításához. 2014–2015-ben az adásokat átdolgozták, és Portisch aktuális kommentárjaival egészítették ki. A műsor DVD-i platina- (Österreich I) és aranylemez (Österreich II) eladásokat értek el. 2005-ben, az osztrák államszerződés 50. évfordulójára, az ORF megbízásából Portisch elkészítette Die Zweite Republik – eine unglaubliche Geschichte (A Második Köztársaság – egy hihetetlen történet) filmsorozatot, addig zárolt dokumentumok bemutatásával, melyek frissen kerültek ki különféle államok, elsősorban Oroszország titkos levéltáraiból.
2020 szeptemberében megjelent Portisch Russland und wir: Eine Beziehung mit Geschichte und Zukunft című könyve Ausztria és Oroszország kapcsolatairól. A könyvből az ORF 2021 őszére egy kétrészes dokumentumfilm készítését tervezte, de ez Portisch halála miatt (2021. április 1.) meghiúsult.

### Magánélete, halála
Felesége Gertraude Portisch (†2018) volt, aki Gertraude Reich (születési) nevén gyermekkönyvet írt. A házaspár Bécsben élt, de gyakran időztek Toszkánában. Erről a vidékről 2009-ben közös könyvet is kiadtak. Közös fiuk, Edgar Portisch Madagaszkárban élt, itt 2012-ben egy trópusi betegség következtében meghalt. 
Gertraude Portisch 2018-ban, 98. életévében elhunyt.
Hugo Portisch testvérbátyja, ifj. Emil Portisch (1921–?) szintén újságíróként dolgozott.
Az özvegy Hugo Portisch rövid betegség után, 2021. április 1-jén, 94 évesen hunyt el a bécsi Rudolfinerhaus kórházban. A hírrel az ORF-2 megszakította esti adását és rendkívüli műsorokat sugárzott, amelyeket Portisch készített vagy vezetett.
 A népszerű újságírót és kommentátort a Wiener Zentralfriedhofban díszsírhelyre temették (33G/14).

### Érdekesség
Portisch elismert gombaszakértő volt. Feleségével együtt 1982-ben könyvet adott ki a gombászás tudnivalóiról. 2004-ban az ORF és a 3sat tévéállomások Universum című ismeretterjesztő sorozatának részeként bemutatott Das geheimnisvolle Leben der Pilze (A gombák titokzatos élete) című filmben Portisch is megjelent és a gombák világáról beszélt.